# Tropidophorus baconi
Tropidophorus baconi är en ödleart som beskrevs av  Tsutomu Hikida RIYANTO och OTA 2003. Tropidophorus baconi ingår i släktet Tropidophorus och familjen skinkar. Inga underarter finns listade i Catalogue of Life.